# Sportverein Darmstadt 1898 1985-1986
Questa voce raccoglie le informazioni riguardanti lo Sportverein Darmstadt 1898 nelle competizioni ufficiali della stagione 1985-1986.

## Stagione
Nella stagione 1985-1986 il Darmstadt, allenato da Udo Klug, concluse il campionato di 2. Bundesliga al 10º posto. In Coppa di Germania il Darmstadt fu eliminato al primo turno dal Wangen.

## Rosa
| N. |                     | Ruolo | Calciatore       |
| -- | ------------------- | ----- | ---------------- |
|    | Germania (bandiera) | P     | Rainer Berg      |
|    | Germania (bandiera) | P     | Wilhelm Huxhorn  |
|    | Germania (bandiera) | D     | Frank Dörr       |
|    | Germania (bandiera) | D     | Karl-Heinz Emig  |
|    | Germania (bandiera) | D     | Stefan Glaser    |
|    | Germania (bandiera) | D     | Volker Kispert   |
|    | Germania (bandiera) | D     | Thomas Klepper   |
|    | Germania (bandiera) | D     | Gerhard Lachmann |
|    | Germania (bandiera) | D     | Peter Salisch    |
|    | Germania (bandiera) | D     | Bernhard Trares  |
|    | Germania (bandiera) | C     | Willi Bernecker  |

| N. |                     | Ruolo | Calciatore        |
| -- | ------------------- | ----- | ----------------- |
|    | Germania (bandiera) | C     | Stefan Lottermann |
|    | Germania (bandiera) | C     | Oliver Posniak    |
|    | Germania (bandiera) | C     | Jens Rexhaus      |
|    | Germania (bandiera) | C     | Rafael Sánchez    |
|    | Germania (bandiera) | C     | Willy Scheepers   |
|    | Germania (bandiera) | C     | Andreas Wölter    |
|    | Germania (bandiera) | A     | Uwe Kuhl          |
|    | Germania (bandiera) | A     | Bruno Labbadia    |
|    | Germania (bandiera) | A     | Stefan Wöber      |
|    | Germania (bandiera) | A     | Egbert Zimmermann |

## Organigramma societario
Area tecnica
- Allenatore: Udo Klug
- Allenatore in seconda:
- Preparatore dei portieri:
- Preparatori atletici:

## Calciomercato

### Sessione estiva
| Acquisti | Acquisti        | Acquisti                 | Acquisti |
| R.       | Nome            | da                       | Modalità |
| -------- | --------------- | ------------------------ | -------- |
| P        | Rainer Berg     | Bayern Monaco II         |          |
| D        | Thomas Klepper  | Eintracht Francoforte II |          |
| C        | Willy Scheepers | Vejle                    |          |
| D        | Bernhard Trares | Eintracht Francoforte II |          |
| A        | Stefan Wöber    | Eintracht Francoforte II |          |

| Cessioni | Cessioni     | Cessioni      | Cessioni |
| R.       | Nome         | a             | Modalità |
| -------- | ------------ | ------------- | -------- |
| C        | Runald Ossen | SC Birkenfeld |          |

### Sessione invernale
| Acquisti | Acquisti | Acquisti | Acquisti |
| R.       | Nome     | da       | Modalità |
| -------- | -------- | -------- | -------- |

| Cessioni | Cessioni | Cessioni | Cessioni |
| R.       | Nome     | a        | Modalità |
| -------- | -------- | -------- | -------- |

## Risultati

### 2. Bundesliga

#### Girone di andata
| Arbitro: | Probst |

|                                       |           |          |
| Zimmermann 10’, 83’ Labbadia 21’, 55’ | Marcatori | 80’ Haas |

| Arbitro: | Correll |

|  |           |                                        |
|  | Marcatori | 3’ Labbadia 70’ Zimmermann 87’ Posniak |

| Arbitro: | Horeis |

|               |           |                             |
| Zimmermann 1’ | Marcatori | 23’ Cestonaro 32’ Kahlhofen |

| Berlino 17 agosto 1985, ore 15:00 CEST 4ª giornata | TeBe Berlino | 0 – 0 referto | Darmstadt | Mommsenstadion (2 194 spett.)\| Arbitro: \| Werner \| |
| Arbitro:                                           | Werner       |               |           |                                                       |

| Arbitro: | Kasperowski |

|                                                |           |                     |
| Kuhl 8’ Labbadia 29’ (rig.), 56’ Scheepers 64’ | Marcatori | 8’ Bunk 24’ Mattern |

| Arbitro: | Merk |

|                     |           |              |
| Gebhardt 15’ (rig.) | Marcatori | 89’ Labbadia |

| Arbitro: | Kriegelstein |

|                    |           |           |
| Labbadia 6’ (rig.) | Marcatori | 81’ Trapp |

| Arbitro: | Diekert |

|                       |           |  |
| Tilner 9’ Allievi 35’ | Marcatori |  |

| Arbitro: | Ahlenfelder |

|             |           |                |
| Brandts 65’ | Marcatori | 79’ Zimmermann |

| Arbitro: | Reinstädtler |

|                                                 |           |  |
| Labbadia 37’ Trares 76’ Posniak 78’ Kispert 84’ | Marcatori |  |

| Arbitro: | Krug |

|          |           |             |
| Linz 64’ | Marcatori | 43’ Kispert |

| Arbitro: | Müller |

|          |           |  |
| Kuhl 80’ | Marcatori |  |

| Arbitro: | Steinborn |

|                      |           |                |
| Stickroth 62’ (rig.) | Marcatori | 33’ Zimmermann |

| Arbitro: | Retzmann |

|                     |           |  |
| Lottermann 68’, 72’ | Marcatori |  |

| Arbitro: | Broska |

|                    |           |  |
| Jurgeleit 56’, 81’ | Marcatori |  |

| Arbitro: | Steffens |

|                         |           |                            |
| Lottermann 14’ Emig 86’ | Marcatori | 45’ Vollmer 56’ Olaidotter |

| Arbitro: | Wahmann |

|                                                 |           |              |
| Krella 24’ (rig.), 84’ Schneider 41’ Baffoe 62’ | Marcatori | 83’ Labbadia |

| Arbitro: | Puchalski |

|                                            |           |                   |
| Labbadia 62’, 80’ Worm 72’ (aut.) Kuhl 73’ | Marcatori | 15’ (aut.) Trares |

| Arbitro: | Föckler |

|                         |           |          |
| Mörsdorf 48’ Müller 58’ | Marcatori | 80’ Kuhl |

#### Girone di ritorno
| Arbitro: | Kriegelstein |

|             |           |  |
| Wollitz 40’ | Marcatori |  |

| Arbitro: | Matheis |

|                                                    |           |                                    |
| Lottermann 19’ Kuhl 36’, 70’ Zimmermann 53’ (rig.) | Marcatori | 19’ Kropp 84’ (rig.), 89’ Grabosch |

| Arbitro: | Kruse |

|                                                     |           |  |
| Trares 21’ (aut.) Münn 26’ Bönisch 46’ Bakalorz 51’ | Marcatori |  |

| Arbitro: | Kautschor |

|                              |           |  |
| Kuhl 50’, 85’ Zimmermann 63’ | Marcatori |  |

| Arbitro: | Heitmann |

|                                          |           |            |
| Bunk 3’, 63’, 74’ Gaedke 23’ Mattern 27’ | Marcatori | 64’ Trares |

| Arbitro: | Uhlig |

|                           |           |  |
| Labbadia 8’ Kuhl 47’, 83’ | Marcatori |  |

| Arbitro: | Krug |

|                                            |           |               |
| Künast 10’, 13’ Schmidt 46’ Schütterle 67’ | Marcatori | 80’ Scheepers |

| Arbitro: | Bodmer |

|                        |           |           |
| Glaser 69’ Kispert 71’ | Marcatori | 5’ Kügler |

| Arbitro: | Wiesel |

|          |           |               |
| Kuhl 42’ | Marcatori | 22’ Delzepich |

| Arbitro: | Schütte |

|                       |           |                                                                              |
| Lazic 45’ Schmidt 72’ | Marcatori | 12’ Kispert 22’, 53’ Labbadia 23’ Kuhl 34’ Sánchez 51’ Trares 84’ Lottermann |

| Arbitro: | Strigel |

|                                  |           |          |
| Lottermann 38’ Labbadia 40’, 65’ | Marcatori | 86’ Grau |

| Arbitro: | Steffens |

|                           |           |  |
| Dubovina 42’ Tobollik 69’ | Marcatori |  |

| Arbitro: | Reinstädtler |

|  |           |               |
|  | Marcatori | 44’ Stickroth |

| Arbitro: | Assenmacher |

|                       |           |                          |
| Gajda 51’ Schmidt 62’ | Marcatori | 38’, 75’ Trares 88’ Kuhl |

| Darmstadt 22 aprile 1986, ore 19:30 CEST 34ª giornata | Darmstadt   | 0 – 0 referto | Union Solingen | Stadion am Böllenfalltor (2 164 spett.)\| Arbitro: \| Kasperowski \| |
| Arbitro:                                              | Kasperowski |               |                |                                                                      |

| Arbitro: | Amerell |

|                                       |           |  |
| Hobday 17’, 61’ Merkle 31’ Böpple 71’ | Marcatori |  |

| Arbitro: | Kröger |

|              |           |  |
| Labbadia 49’ | Marcatori |  |

| Arbitro: | Müller |

|          |           |                             |
| Worm 54’ | Marcatori | 43’ Lachmann 45’ Lottermann |

| Arbitro: | Ahlenfelder |

|  |           |                            |
|  | Marcatori | 11’ Dooley 74’ Ehrmantraut |

### Coppa di Germania
| Arbitro: | Lommer |

|                        |           |              |
| Breher 10’ (rig.), 25’ | Marcatori | 63’ Labbadia |

## Statistiche

### Statistiche di squadra
| Competizione      | Punti | In casa | In casa | In casa | In casa | In casa | In casa | In trasferta | In trasferta | In trasferta | In trasferta | In trasferta | In trasferta | Totale | Totale | Totale | Totale | Totale | Totale | DR |
| Competizione      | Punti | G       | V       | N       | P       | Gf      | Gs      | G            | V            | N            | P            | Gf           | Gs           | G      | V      | N      | P      | Gf     | Gs     | DR |
| ----------------- | ----- | ------- | ------- | ------- | ------- | ------- | ------- | ------------ | ------------ | ------------ | ------------ | ------------ | ------------ | ------ | ------ | ------ | ------ | ------ | ------ | -- |
| 2. Bundesliga     | 41    | 19      | 12      | 4       | 3       | 40      | 18      | 19           | 4            | 5            | 10           | 23           | 39           | 38     | 16     | 9      | 13     | 63     | 57     | +6 |
| Coppa di Germania | -     | 0       | 0       | 0       | 0       | 0       | 0       | 1            | 0            | 0            | 1            | 1            | 2            | 1      | 0      | 0      | 1      | 1      | 2      | -1 |
| Totale            | 41    | 19      | 12      | 4       | 3       | 40      | 18      | 20           | 4            | 5            | 11           | 24           | 41           | 39     | 16     | 9      | 14     | 64     | 59     | +5 |

### Andamento in campionato
| Giornata  | 1 | 2 | 3 | 4 | 5 | 6 | 7 | 8 | 9 | 10 | 11 | 12 | 13 | 14 | 15 | 16 | 17 | 18 | 19 | 20 | 21 | 22 | 23 | 24 | 25 | 26 | 27 | 28 | 29 | 30 | 31 | 32 | 33 | 34 | 35 | 36 | 37 | 38 |
| --------- | - | - | - | - | - | - | - | - | - | -- | -- | -- | -- | -- | -- | -- | -- | -- | -- | -- | -- | -- | -- | -- | -- | -- | -- | -- | -- | -- | -- | -- | -- | -- | -- | -- | -- | -- |
| Luogo     | C | T | C | T | C | T | C | T | T | C  | T  | C  | T  | C  | T  | C  | T  | C  | T  | T  | C  | T  | C  | T  | C  | T  | C  | C  | T  | C  | T  | C  | T  | C  | T  | C  | T  | C  |
| Risultato | V | V | P | N | V | N | N | P | N | V  | N  | V  | N  | V  | P  | N  | P  | V  | P  | P  | V  | P  | V  | P  | V  | P  | V  | N  | V  | V  | P  | P  | V  | N  | P  | V  | V  | P  |
| Posizione | 2 | 1 | 2 | 8 | 3 | 3 | 4 | 8 | 7 | 4  | 6  | 2  | 4  | 1  | 5  | 4  | 7  | 6  | 8  | 9  | 8  | 10 | 10 | 10 | 10 | 10 | 10 | 10 | 10 | 8  | 9  | 9  | 9  | 10 | 10 | 10 | 10 | 10 |

Legenda:

Luogo: C = Casa; T = Trasferta. Risultato: V = Vittoria; N = Pareggio; P = Sconfitta.

### Statistiche dei giocatori
| Giocatore     | 2. Bundesliga | 2. Bundesliga | 2. Bundesliga | 2. Bundesliga | Coppa di Germania | Coppa di Germania | Coppa di Germania | Coppa di Germania | Totale   | Totale | Totale      | Totale     |
| Giocatore     | Presenze      | Reti          | Ammonizioni   | Espulsioni    | Presenze          | Reti              | Ammonizioni       | Espulsioni        | Presenze | Reti   | Ammonizioni | Espulsioni |
| ------------- | ------------- | ------------- | ------------- | ------------- | ----------------- | ----------------- | ----------------- | ----------------- | -------- | ------ | ----------- | ---------- |
| R. Berg       | 4             | 0             | 0             | 0             | 0                 | 0                 | 0                 | 0                 | 4        | 0      | 0           | 0          |
| W. Bernecker  | 27            | 0             | 7             | 1             | 1                 | 0                 | 0                 | 0                 | 28       | 0      | 7           | 1          |
| F. Dörr       | 2             | 0             | 0             | 0             | 0                 | 0                 | 0                 | 0                 | 2        | 0      | 0           | 0          |
| K. Emig       | 37            | 1             | 5             | 0             | 1                 | 0                 | 0                 | 0                 | 38       | 1      | 5           | 0          |
| S. Glaser     | 34            | 1             | 7             | 0             | 1                 | 0                 | 0                 | 0                 | 35       | 1      | 7           | 0          |
| W. Huxhorn    | 34            | 0             | 1             | 0             | 1                 | 0                 | 0                 | 0                 | 35       | 0      | 1           | 0          |
| V. Kispert    | 36            | 4             | 6             | 0             | 1                 | 0                 | 0                 | 0                 | 37       | 4      | 6           | 0          |
| T. Klepper    | 12            | 0             | 2             | 0             | 0                 | 0                 | 0                 | 0                 | 12       | 0      | 2           | 0          |
| U. Kuhl       | 32            | 13            | 4             | 0             | 1                 | 0                 | 0                 | 0                 | 33       | 13     | 4           | 0          |
| B. Labbadia   | 38            | 17            | 2             | 0             | 1                 | 1                 | 0                 | 0                 | 39       | 18     | 2           | 0          |
| G. Lachmann   | 22            | 1             | 2             | 0             | 1                 | 0                 | 0                 | 0                 | 23       | 1      | 2           | 0          |
| S. Lottermann | 38            | 7             | 3             | 0             | 1                 | 0                 | 0                 | 0                 | 39       | 7      | 3           | 0          |
| O. Posniak    | 37            | 2             | 4             | 0             | 1                 | 0                 | 0                 | 0                 | 38       | 2      | 4           | 0          |
| J. Rexhaus    | 2             | 0             | 0             | 0             | 0                 | 0                 | 0                 | 0                 | 2        | 0      | 0           | 0          |
| P. Salisch    | 11            | 0             | 1             | 0             | 0                 | 0                 | 0                 | 0                 | 11       | 0      | 1           | 0          |
| W. Scheepers  | 34            | 2             | 7             | 0             | 1                 | 0                 | 0                 | 0                 | 35       | 2      | 7           | 0          |
| R. Sánchez    | 7             | 1             | 0             | 0             | 0                 | 0                 | 0                 | 0                 | 7        | 1      | 0           | 0          |
| B. Trares     | 34            | 5             | 3             | 0             | 0                 | 0                 | 0                 | 0                 | 34       | 5      | 3           | 0          |
| S. Wöber      | 8             | 0             | 2             | 0             | 0                 | 0                 | 0                 | 0                 | 8        | 0      | 2           | 0          |
| A. Wölter     | 1             | 0             | 0             | 0             | 0                 | 0                 | 0                 | 0                 | 1        | 0      | 0           | 0          |
| E. Zimmermann | 23            | 8             | 3             | 1             | 1                 | 0                 | 0                 | 0                 | 24       | 8      | 3           | 1          |